# Митре Арсовски
Митре Арсовски (на македонска литературна норма: Митре Арсовски) е офицер, генерал-лейтенант от Северна Македония.

## Биография
Роден е на 11 ноември 1936 година във велешкото село Стари град. Завършва основно и средно образование във Велес (1956). През 1960 година завършва Военната академия на сухопътните войски на ЮНА. Службата му започва като командир на взвод в Белград. Остава на този пост до 1968 г., когато е направен командир на батарея. През 1972 година завършва Генералщабната академия на ЮНА. Между 1972 и 1975 г. е командир на дивизион в Битоля. След това до 1978 г. е командир на полк в Прилеп. През 1978 завършва Школата за народна отбрана на ЮНА. От 1978 до 1980 г. е офицер по оперативните и образователните въпроси в Скопие. Между 1980 и 1982 г. е командир на бригада в Скопие. В периода 1982 – 1985 г. е началник на щаба на четиридесет и втора дивизия на ЮНА в Куманово. След това е командир на дивизията (1985 – 1987). Между 1987 и 1990 г. е началник-щаб на корпус в Крагуевац. От 1990 до 1991 г. е помощник-командир по тила в Скопие. Бил е командир и на отбраната на Скопие. От 8 август 1991 година е началник на щаба и заместник-командир на трета армейска област на ЮНА. В периода 16 март 1992 – 3 март 1993 е началник на Генералния щаб на Армията на Република Македония. Излиза в запаса на 3 март 1993 г.

## Военни звания
- подпоручик от артилерията (1960)
- Поручик (1963)
- Капитан (1966)
- Капитан 1 клас (1969)
- Майор (1973)
- Подполковник (1977)
- Полковник (1981)
- Генерал-майор (1988)
- Генерал-лейтенант (1992)

## Награди
- Орден за военни заслуги със сребърни мечове 1965 година;
- Орден на Народната армия със сребърна звезда 1969 година;
- Орден за военни заслуги със златни мечове 1974 година;
- Орден на Народната армия със златна звезда 1979 година.
- Орден за народ със златна звезда през 1985 година;
- Орден за военни заслуги с голяма звезда во 1988 година;
- Орден за военни заслуги от Президента на Р.Македония.